# 塔塔省
29°44′34″N 7°58′21″W / 29.74278°N 7.97250°W
塔塔省（阿拉伯语：‎），是摩洛哥的省份，位於該國中北部，由蘇斯-馬塞大區負責管轄，首府設於塔塔，面積25,925平方公里，2014年人口117,841，人口密度每平方公里5人。